# William Watson (präst)
William Watson, född cirka 23 april 1559, död 9 december 1603, var en engelsk katolsk präst. Watson, som bodde mycket utomlands, besökte England flera gånger under Elisabet I av Englands regeringstid; han blev infångad och torterad mer än en gång (detta då katolicismen inte var speciellt uppskattad i England vid tillfället). I september 1601 bodde han i Fulham Palace, där han var under ärkebiskopen Richard Bancrofts beskydd.
Efter att drottning Elisabet hade avlidit begav sig Watson till Skottland för att övertyga Jakob I av England om sin lojalitet. Kung Jakobs löften om att upphöra med förföljelserna av katolikerna infriades inte och de besvikna katolikerna började nu fundera på att genomföra ett antal sammansvärjningar mot honom. Watson var delaktig i en sådan och han diskuterade dessa planer främst med sin kollega William Clark, men även med flera andra missnöjda katoliker. Deras planer gick ut på att fånga in Jakob och konvertera honom till en katolik samt ta kontroll över Towern och göra Watson till Lord Keeper.
De inblandade bestämde sig för att träffas i Greenwich den 24 juni 1603, men sammansvärjningen var ett totalt misslyckande. Några jesuiter hade nämligen avslöjat deras planer för myndigheterna och flera av de inblandade arresterades; Watson fångades in i augusti samma år i Hay-on-Wye. Under rättegången mot dem den 15 november 1603 dömdes de till döden och Watson avrättades den 9 december samma år.